# جواد نقوي
السيد جواد نقوي ((بالأردية: علامہ سید جواد نقوی)؛ مواليد 1963) رجل دين شيعي باكستاني من الإثنا عشرية وزعيم ديني ومترجم للقرآن الكريم. 

## ولادته ونشأته
ولد في 5 مارس 1950 في قرية تدعى ثيبرا سيدان، (ٹھپرہ سیداں)، من مقاطعة هاريبور، في خيبر باختونكوا، باكستان.

## المسار المهني
درس الإسلام في إيران لأكثر من 3 عقود. كان معلمه الأبرز عبد الله جوادي أمولي. نقفي هو مدير جامع عروة الوثقیٰ وجامع جعفريه، وهما مدرستان في لاهور وغوجرانوالا على التوالي. وهو أيضًا مدير جامعة أم الكتاب في لاهور، ورئيس مدرسة دين القيم الإسلامية على الإنترنت ونظام مدرسة الصراط التعليمي. نقفي هو أيضا رئيس تحرير المجلة الشهرية مشراب الناب. إنه مؤيد قوي للثورة الإسلامية الإيرانية. نشر في كثير من خطاباته النسخة المتشددة من ولاية الفقه.

## الادعاءات والخلافات
في تقرير عام 2012 الصادر عن معهد هدسون، وُصِف بأنه مؤيد لإيران وأنه يتلقى دعماً مالياً من إيران. كتب أليكس فاتانكا في مقال بعنوان «ولي أمر شيعة باكستان»  نشره معهد هدسون، وهو مؤسسة فكرية إستراتيجية مقرها واشنطن. انها تقول:
«وبناءً على ذلك، أصبح العديد من الشخصيات الدينية الشيعية في باكستان من المؤيدين الحزبيين بصوت عالٍ لخامنئي. على سبيل المثال، سيد جواد نقفي، وهو واعظ ناشط بارز ورئيس مدرسة دينية شيعية افتتحت مؤخرًا في باكستان، يمجد النظام الديني في جمهورية إيران الإسلامية ويطلق على نفسه أتباعًا مخلصًا لخامنئي. بالإضافة إلى ذلك، نشر مقالات وكتابًا يدين حركة المعارضة الخضراء المناهضة لرجال الدين في إيران. وليس من المستغرب أن يُقال إن مدرسة نقفي قد أُنشئت جزئيًا بدعم مالي من الدولة الإيرانية».
في عام 2019، وصفه مقال في دي نيوز بأنه يتمتع بـ «مهنة تتمحور حول إيران بشكل فريد».
لكن سيد جواد نقفي نفى تلقيه أي دعم من إيران. في حفل افتتاح جاميا أورواتو واسكا قال إن هذا المشروع مدعوم بالكامل من قبل الشعب الباكستاني المحلي. وقال إن أياً من مشاريعه لا تدعمه إيران أو أي دولة أخرى، ولم يتم استلام فلس واحد من خارج باكستان.
في عام 2013، أوقف مسجد المحمدي خطب نقفي بعد حدوث شجار عندما منعت الشرطة أمن النقفي من دخول المسجد، مما أثار احتجاجات حاشدة خارج المسجد. يُزعم أن حارس أمنه كان يحمل سلاحًا غير مرخص. واتهمت الشرطة طلاب نقفي بإثارة الفوضى وتعنيف المصور، ونددت الجامعة بالسلوك غير المسؤول للشرطة. بعد ذلك، منع رئيس وزراء البنجاب شهباز شريف نقفي من إلقاء محاضرات في مسجد محمدي في لاهور.

### وجهات نظر حول نظام إيران
يعتقد نقفي أن نظام إيران مبني على القرآن. هذا مخالف لرأي رجال الدين الشيعة الرئيسيين في إيران. في أبريل 2018، قال جوادي أمولي:
«القرآن يسمي الشيطان متعجرفًا، لكن على حد علمي لم يتم وصفه كمحارب ضد الله في القرآن. نظام الفوائد في بنوكنا حرب على الله ورسوله صلى الله عليه وسلم. يمكنك تسمية عام على أنه عام الإنتاج والازدهار (أطلق الزعيم الإيراني العام السابق على عام الاقتصاد المقاوم: الإنتاج والتوظيف)، طالما أن هناك فائدة على القرض في النظام المصرفي، فلن يتحسن أي شيء».

### آراء حول حداد من محرم
في عام 2020، بعد مقارنته المزعومة لحداد مع التراويح خلال محاضرة، نشرت الصحف الهندية اليومية والأسبوعية صحافت ونوروز مقالات تنتقده. انتقدت اليومية الهندية والصحيفة الأردية صحفات وصحيفة بوميترا الهندية مرة أخرى خطب الجمعة الذي ألقاه في 29 مايو 2020،  لاستهدافه القيادة الشيعية الهندية.
في يوليو 2020 انتقد جواد نقفي منظمة طلاب الإمامية لعدم كونها فخر ولاية الفقيه، الأمر الذي أثار رد فعل وقرار منظمة طلاب الإمامية ضده.

### وجهات النظر حول دور المرأة
وفقًا للباحثة الأكاديمية ويندي تشيان، فإن سيد جواد نقفي يحمل جميع وجهات النظر الاجتماعية المحافظة حول دور المرأة. يقول كيان، يبدو أن آراء نقفي حول المرأة قد تأثرت بأدب المشورة الإسلامي المحافظ في جنوب آسيا، وعمومًا يكرر نفس الآراء مع إضافة فقط أنه يتوقع أدوار النساء في ثورته السياسية الإسلامية المثالية في باكستان، التي قام بها. ألف كتاب دور المرأة في نظام الولاية. في عام 2019، وصف نقفي منظمي مسيرة أورات بأنهم «أشرس كل النساء».